# Antonio María Cascajares y Azara

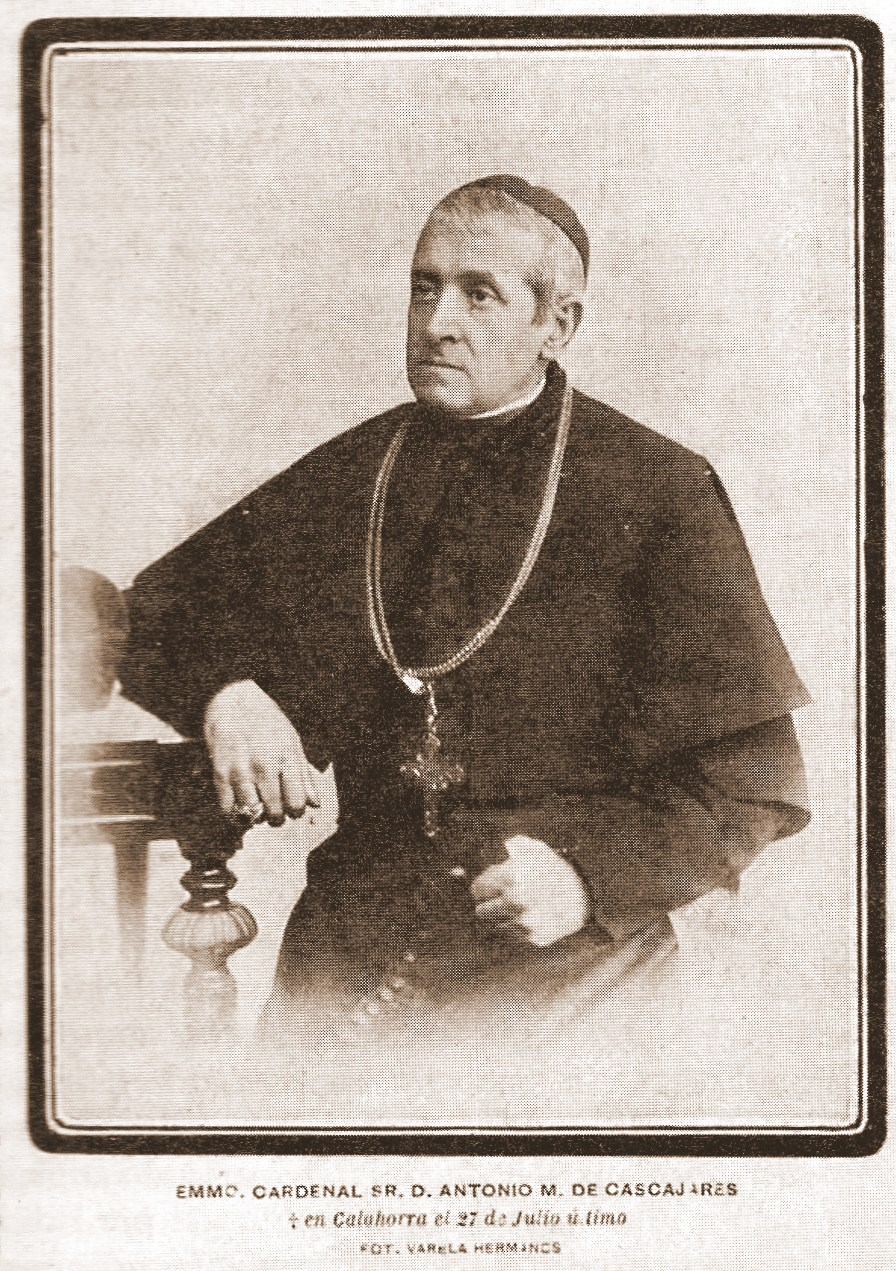
Antonio María Kardinal Cascajares y Azara

Kardinalswappen

Antonio María Kardinal Cascajares y Azara (* 2. März 1834 in Calanda; † 27. Juli 1901 in Calahorra) war ein spanischer Bischof und Kardinal. 

## Leben
Antonio María Cascajares y Azara trat 1846 in die spanische Marine ein und verließ sie 1857 als Kapitän, um Theologie und Kirchenrecht zu studieren. 1861 empfing er die Priesterweihe. Er war für die Kirche in Saragossa, Toledo und Burgos tätig. 
Papst Leo XIII. ernannte ihn am 27. März 1882 zum Titularbischof von Dora und bestellte ihn zum Prälaten von Ciudad Real. Der Apostolische Nuntius in Spanien, Angelo Bianchi, spendete ihm am 4. Juni desselben Jahres die Bischofsweihe; Mitkonsekratoren waren Victoriano Guisasola y Rodríguez, Bischof von Orihuela, und Ciriaco Sancha y Hervás, Bischof von Ávila. Er wurde am 27. März 1884 zum Bischof von Calahorra ernannt. Am 17. Dezember 1891 berief ihn Papst Leo XIII. zum Erzbischof von Valladolid. 
Leo XIII. nahm ihn im Konsistorium vom 29. November 1895 als Kardinalpriester in das Kardinalskollegium auf. Die Übergabe des Galero und die Übertragung der Titelkirche Sant’Eusebio in Rom erfolgte am 25. Juni 1896. Am 24. März 1898 optierte Cascajares y Azara als Kardinalpriester auf die Titelkirche Sant’Agostino. Am 18. April 1901 erfolgte seine Ernennung zum Erzbischof von Saragossa, aber er starb bereits am 27. Juli 1901 in Calahorra, bevor das Amt antreten konnte. Er wurde in seinem Geburtsort Calanda beigesetzt.